# Doho (Dolopo)
Doho is een bestuurslaag in het regentschap Madiun van de provincie Oost-Java, Indonesië. Doho telt 3827 inwoners (volkstelling 2010).